# Блихер, Стен Стенсен
Стен Стенсен Блихер (дат. Steen Steensen Blicher; 1782—1848) — датский поэт, писатель и священнослужитель.

## Биография
Стен Стенсен Блихер родился 11 октября 1782 года в Фиуме близ Виборга в Ютландии в семье лютеранского пастора.
В 1810 году работал преподавателем в латинской школе, однако в 1811 году прервал педагогическую карьеру. Активно выступал за уравнивание евреев в правах с остальными гражданами, и был одним из тех, благодаря кому в 1814 году в Дании был издан Королевский Указ, согласно которому евреи обретали все гражданские права.
Впервые стал известен на литературном поприще своим прозаическим переводом Макферсоновского Оссиана (2 тома, 1807—1809) и двумя сборниками лирических стихотворений (1814 и 1817), написанными в патриотическом духе.
Его драмы, например «Иоанна Грей», не имели успеха. Наибольшую же популярность он снискал себе многочисленными повестями, появившимися в его ежемесячном журнале «Nordlyset» (1827—29), среди которых  особенно выдается повесть из крестьянской жизни «En Landsbydegns Dagbog» («Дневник сельского церковного старосты»).
Некоторые рассказы, а также небольшие сборники стихотворений написаны им на ютландском наречии, например его произведение «Е Bind-stouw» («Вязаная или веревочная хижина»).
Поэтическое описание его путешествий по Швеции (1836) и дальнейшего пути из Гамбурга вдоль западного берега Гольштейна, Шлезвига и Ютландии до Скагена было напечатано им в «Svithiodr» и «Vestling Profil af den Kimbriske Halvo».
Помимо этого, Блихер много писал про сельское хозяйство. Составленное им юмористическое описание своей собственной жизни приложено в виде автобиографии к полному собранию его повестей, «Gamle og nie Noveller» (3 изд. в 8 т. 1861—62). Есть немецкий перевод их Г. Цейзом (Альтенб., 1846, 2 т.) и Дицмана (4 т. Лейпц., 1849).
в 1845 году у него случился нервный срыв и к 1847 году он практически полностью отошёл от дел. Стен Стенсен Блихер скончался 26 марта 1848 года в Спентрупе, где служил лютеранским пастором. После его смерти, в родном городе ему была воздвигнута бронзовая статуя.

## Плагиат
В 1909 году датский школьный учитель Вальдемар Торесен опубликовал в журнале Maaneds заметку, в которой утверждал, что Марк Твен позаимствовал сюжет повести «Том Сойер — сыщик» из рассказа Стена Блихера «Викарий Вейльбю» (дат. Præsten i Vejlby).
Поскольку этот рассказ был переведён с датского только на немецкий, но не на английский, секретарь Марка Твена написал господину Торесену ответ: «Мистер Клеменс не знает датского языка, и очень посредственно знаком с немецким. Поэтому он не читал книги, о которой Вы говорите, и не видел её переводов. Сюжет „Тома Сойера — детектива“ полностью выдуман мистером Клеменсом, который никогда не был плагиатором».
Сам Твен по этому поводу заявил, что он взял основу сюжета этого своего произведения из старых шведских криминальных хроник, перенёс действие в Америку и добавил несколько малозначительных деталей.